# Gleichnis vom vierfachen Ackerfeld

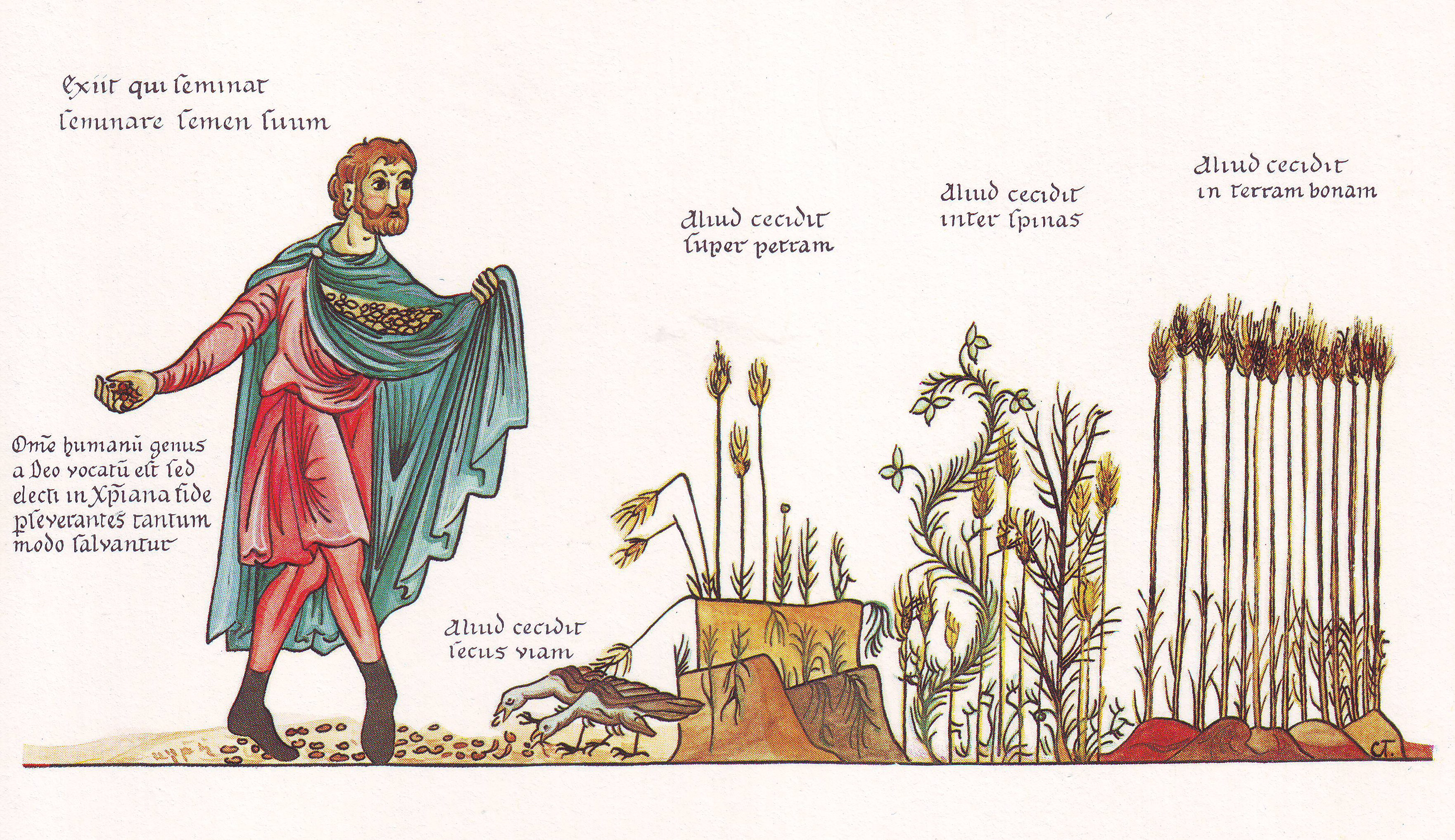
Darstellung des Gleichnisses aus dem Hortus Deliciarum der Herrad von Landsberg (12. Jahrhundert)

Das Gleichnis vom vierfachen Ackerfeld ist ein Gleichnis aus den Evangelien nach  Markus, Matthäus und Lukas.

## Inhalt

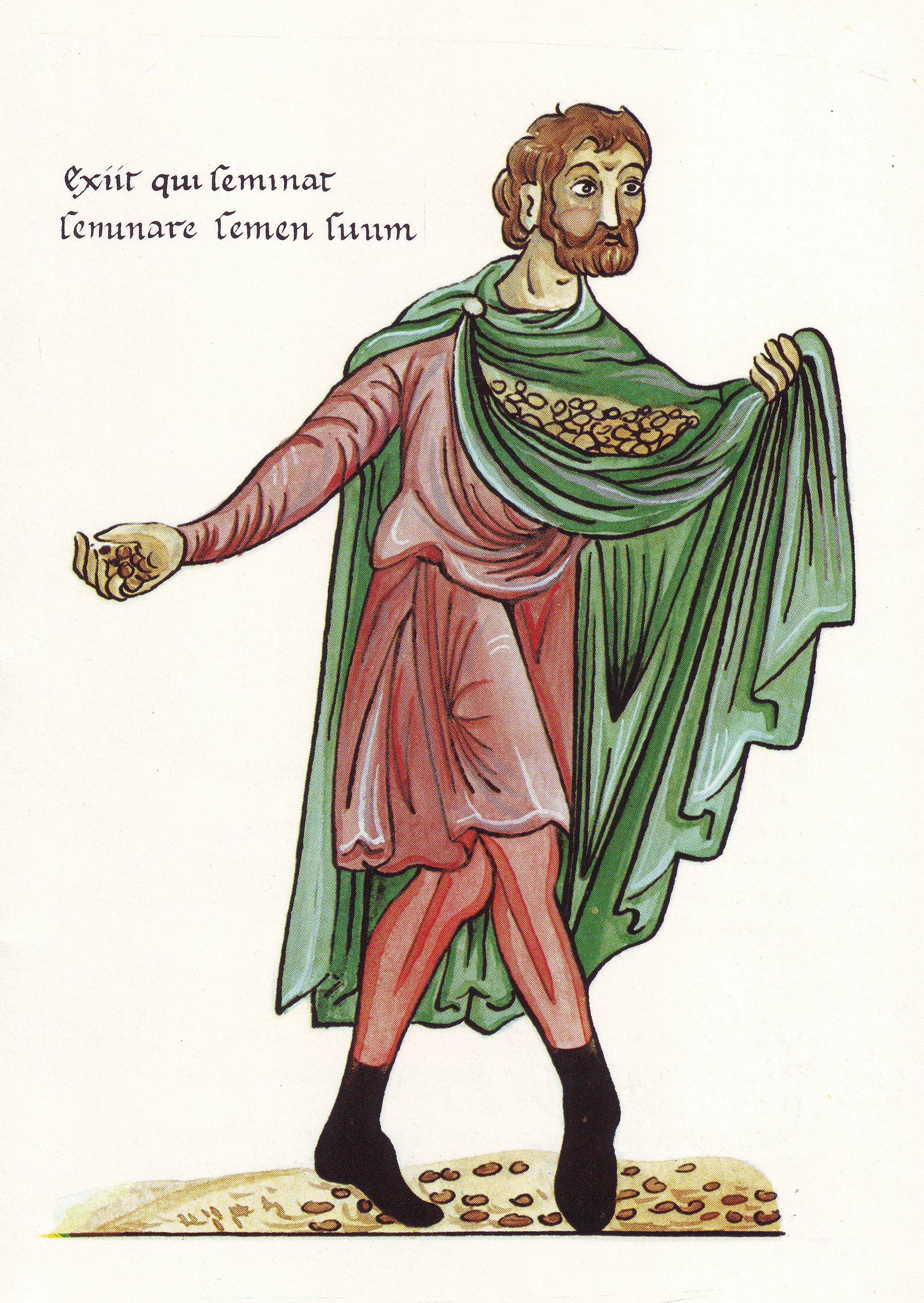
Der Sämann, Ausschnitt einer Darstellung aus dem Hortus Deliciarum

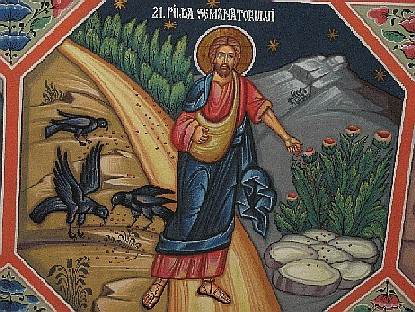
Jesus als Sämann

Das Gleichnis wird mit Markus, Matthäus und Lukas von allen drei Synoptikern wiedergegeben. Jesus spricht vor einer großen Volksmenge, bei Markus und Matthäus setzt er sich dazu in ein Boot, während die Menge am Ufer zuhört. Die Version aus dem Markusevangelium lautet:

„Hört! Siehe, der Sämann ging hinaus, um zu säen. Und es geschah, indem er säte, fiel das eine an den Weg, und die Vögel kamen und fraßen es auf. Und anderes fiel auf das Steinige, wo es nicht viel Erde hatte; und es ging sogleich auf, weil es nicht tiefe Erde hatte. Und als die Sonne aufging, wurde es verbrannt, und weil es keine Wurzel hatte, verdorrte es. Und anderes fiel unter die Dornen; und die Dornen sprossten auf und erstickten es, und es gab keine Frucht. Und anderes fiel in die gute Erde und gab Frucht, indem es aufsprosste und wuchs; und es trug eines dreißig-, eines sechzig- und eines hundertfach. Und er sprach: Wer Ohren hat zu hören, der höre!“

Als seine Apostel (nach Markus auch „die, die um ihn waren, samt den Zwölfen“) fragen, weshalb er in Rätseln rede, antwortet er, er tue dies, da die Botschaft Gottes nur wenige verstehen wollten oder könnten. Nach der Version des Matthäus fügt er hinzu, dass bereits Jesaja geweissagt habe, dass die übrigen Leute sie zwar sähen, aber nicht erkennten, sie hörten, aber nicht verstünden und ihre Herzen verschlössen. Über seine Jünger dagegen sagte er: Glückselig aber eure Augen, dass sie sehen, und eure Ohren, dass sie hören; denn wahrlich, ich sage euch: Viele Propheten und Gerechte haben begehrt zu sehen, was ihr anschaut, und haben es nicht gesehen; und zu hören, was ihr hört, und haben es nicht gehört.
Danach erklärt er die Bedeutung des Gleichnisses: Der ausgestreute Same sei das Wort Gottes. Diejenigen, bei denen es keine Frucht bringe, seien der Weg, der steinige Grund und die Dornen. Bei den ersten komme der Satan und nehme den Samen weg, bei den zweiten verdorre der Keimling, weil er keinen Grund habe und bei den dritten würde er von Sorgen und Begierden überwuchert. Diejenigen jedoch, die das Wort hörten und verständen und es sich dauerhaft zu Herzen nähmen, seien der gute Boden.

## Interpretation

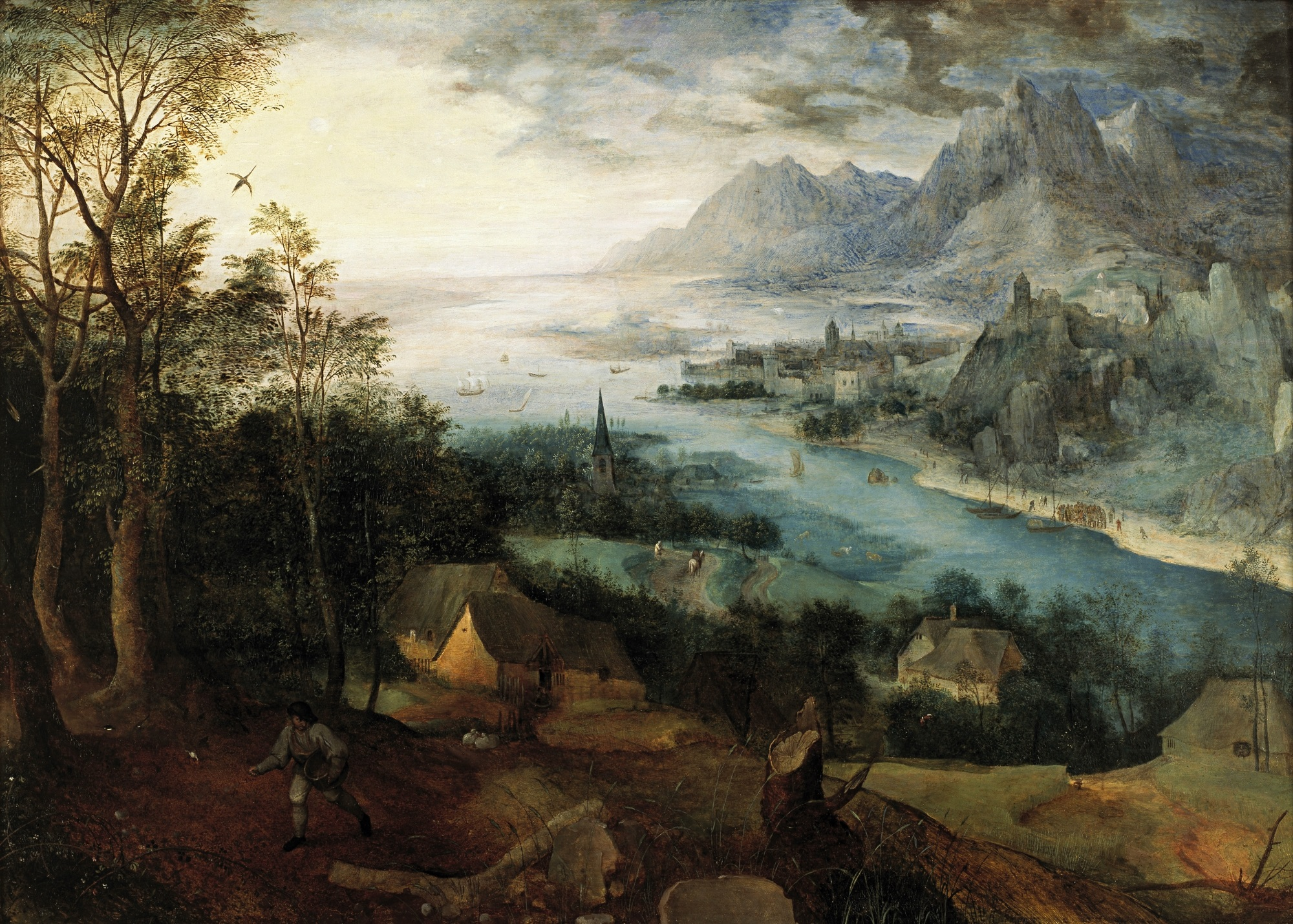
Pieter Bruegel der Ältere: Flusslandschaft mit einem Sämann

Die Fruchtmetapher besagt, dass das Wort Gottes als Same Zeit zum Keimen und Wachsen braucht. Es kann nur in einem „guten Boden“, also einem bereitwilligen Menschen, gedeihen. Ein „schlechter Boden“ zu sein, ist jedoch kein Schicksal, wie das ähnliche Gleichnis vom Feigenbaum im Lukasevangelium besagt. Dort will der Besitzer eines Weinberges einen fruchtlosen Feigenbaum umhauen. Der Weingärtner bittet jedoch noch um ein Jahr Zeit, denn erst wolle er um den Baum graben und ihn düngen. Der Schlusssatz „Wer Ohren hat zu hören, der höre“ ist ein Aufruf, ein „guter Boden“ zu werden.

## Rezeption
Der Hortus Deliciarum (dt.: Garten der Köstlichkeiten), die erste nachweislich von einer Frau, Herrad von Landsberg, im ausgehenden 12. Jahrhundert abgefasste Enzyklopädie, stellt in seiner Handschrift das Gleichnis in einer Miniatur dar (siehe Bilder oben).
Das früheste datierte Gemälde Pieter Bruegels des Älteren Flusslandschaft mit einem Sämann im Timken Museum of Art, San Diego, illustriert dieses Gleichnis.
Dichtung
Der Dichterjurist David Denicke (1603–1680) dichtete zu dem Gleichnis den Choral Herr, für dein Wort sei hoch gepreist (1659, EG 196). Johann Sebastian Bach schuf 1724 die Kantate Leichtgesinnte Flattergeister (BWV 181), deren Text eines unbekannten Dichters eng an das Gleichnis angelehnt ist.